# سیلوستر (ویرجینیای غربی)
سیلوستر(به انگلیسی: Sylvester) شهری در ایالت ویرجینیای غربی کشور ایالات متحده آمریکا است که جمعیت آن در سرشماری سال ۲۰۱۰ میلادی، ۱۶۰ نفر بوده‌است.